# RDS Arena
El RDS Arena es un estadio multiusos situado en la ciudad de Dublín en la República de Irlanda. El estadio es propiedad de la Royal Dublin Society una sociedad benéfica irlandesa. El recinto posee una capacidad cercana a los 18 500 asientos y sirve principalmente al club Leinster Rugby que juega en el United Rugby Championship. Además, también alberga eventos ecuestres, conciertos y esporádicamente partidos de fútbol.
El estadio fue construido originalmente para eventos ecuestres, en particular para el Horse Show de Dublín (Show ecuestre de Dublín), que se disputa desde 1868. La Royal Dublin Society adquirió el sitio en 1879. La tribuna de madera fue sustituida en 2006 por un edificio nuevo y moderno, que recibió un techo dos años más tarde. Hay planes para aumentar la capacidad del estadio a 23 000 asientos.

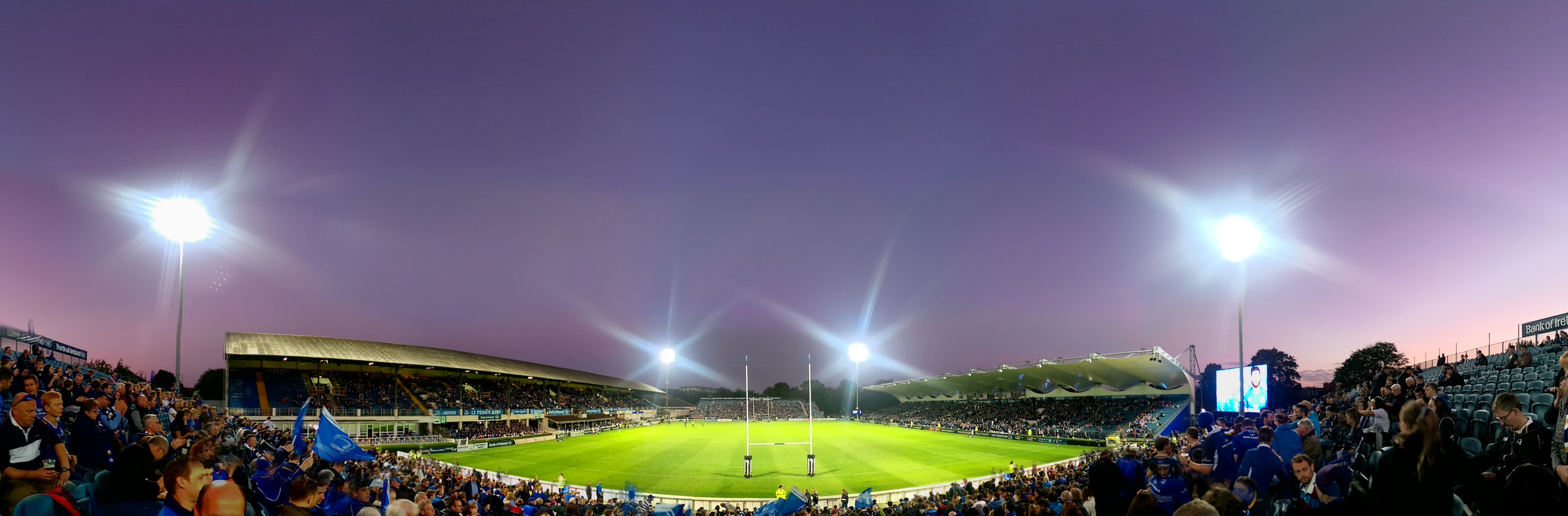
Imagen panorámica del estadio.